# Utiri
Utiri ist ein Verwaltungsbezirk (Ward) des Distrikts Mbinga (TC) in der tansanischen Region Ruvuma.

## Geografie
Utiri liegt im Südwesten von Tansania etwa 10 Kilometer Luftlinie nordöstlich der Distrikthauptstadt Mbinga. Der Bezirk grenzt im Norden an den Distrikt Mbinga, im Südosten an den Bezirk Kitanda, im Süden an Luhuwiko und Betrehemu und im Westen an Mateka. Bei der Volkszählung 2022 lebten 10.160 Menschen in 2481 Haushalten auf einer Fläche von 94 Quadratkilometern.

## Gliederung
Der Bezirk besteht aus fünf Gemeinden (Mtaa) mit 27 Orten (Kitongoji):
| Utiri - Utiri - Mang'ole - Undela - Kisutu - Uluka - Kilangila - Makinginda | Mtama - Mtama - Sasawala A - Sasawala B - Zomba - Mpendo - Masasi - Mwembe - Kilangira | Mahande - Mahande - Mtengula - Mitomoni | Maumba - Mtamboni - Mtandazi - Kilosa - Hongolela | Iringa - Tindija - Lilama - Iringa - Kipoka - Nairobi |

## Infrastruktur
- Bildung: Die Ndela Secondary School ist eine staatliche weiterführende Tagesschule mit einer Ausbildung bis zur 4. Stufe.[7]
- Gesundheit: In Utiri liegt eine staatliche Apotheke.[8]
- Verkehr: Durch den Westen des Bezirks verläuft die asphaltierte Nationalstraße T12. Sie führt nach Südwesten nach Mbinga und nach Nordosten in die Regionshauptstadt Songea.[9]